# Ruma (Illinois)
Ruma es una villa ubicada en el condado de Randolph en el estado estadounidense de Illinois. En el Censo de 2010 tenía una población de 317 habitantes y una densidad poblacional de 165,4 personas por km².

## Geografía
Ruma se encuentra ubicada en las coordenadas 38°7′50″N 90°0′1″O / 38.13056, -90.00028. Según la Oficina del Censo de los Estados Unidos, Ruma tiene una superficie total de 1.92 km², de la cual 1.92 km² corresponden a tierra firme y (0%) 0 km² es agua.

## Demografía
Según el censo de 2010, había 317 personas residiendo en Ruma. La densidad de población era de 165,4 hab./km². De los 317 habitantes, Ruma estaba compuesto por el 94.64% blancos, el 1.89% eran afroamericanos, el 0% eran amerindios, el 0.63% eran asiáticos, el 0% eran isleños del Pacífico, el 0% eran de otras razas y el 2.84% pertenecían a dos o más razas. Del total de la población el 0% eran hispanos o latinos de cualquier raza.